# Рудолф IV фон Дипхолц
Рудолф IV (II) фон Дипхолц (на немски: Rudolf IV von Diepholz; † сл. 1510) е граф и господар на Дипхолц-Бронкхорст.

## Произход
Той е син на Ото фон Дипхолц († сл. 1484), господар на Дипхолц, и съпругата му Хайлвиг фон Бронкхорст († сл. 1498), дъщеря на Ото фон Бронкхорст († 1458) и Агнес фон Золмс († 1439).

## Фамилия
Рудолф IV (II) се жени на 18 ноември 1482 г. за графиня Елизабет фон Липе († сл. 1527), вдовица на граф Йохан II фон Шпигелберг († 1480), дъщеря на Бернхард VII фон Липе († 1511) и графиня Анна фон Холщайн-Шауенбург († 1495). Те имат децата:
- Фридрих I († 1529), граф и господар на Дипхолц-Бронкхорст, женен на 29 март 1523 г. за графиня Ева фон Регенщайн († 1537)
- Конрад IX († 1544), домхер в Кьолн 1514
- Йохан III († 1545), женен 1536 г. за Кунигунда Зандер († 1544)
- Ирмгард († 1575), приорес в Есен (1542 – 1561), абатиса на Есен (1561 – 1575)
- Агнес († 1528), омъжена ок. 1524 г. за Йохан IV фон Раесфелд († 1551)
- Аделхайд († 1521), омъжена 1518 г. за Ханс Шенк фон Таутенбург Стари († 1529)